# ۲۰ مه
۲۰ مه صد و چهلمین (در سال‌های کبیسه صد و چهل و یکمین) روز سال در گاه‌شماری میلادی است. ۲۲۵ روز تا پایان سال باقی‌است.

## رویدادها
- ۵۲۶ - زلزله‌ای به بزرگی ۷ ریشتر در انتاکیه دست کم ۲۵۰ هزار کشته برجای گذاشت.
- ۱۹۰۲ - کوبا استقلال خود را از ایالات متحده باز پس گرفت.
- ۱۹۲۷ - بریتانیا حاکمیت عبدالعزیز آل سعود بر نجد و حجاز را به رسمیت شناخت.
- ۱۹۴۸ - چیانگ کای شک به ریاست جمهوری جمهوری چین رسید.
- ۱۹۸۰ - ۶۰ درصد مشارکت کنندگان رای به عدم استقلال کبک از کانادا دادند.
- ۱۹۸۳ - ویروس HIV توسط لوک مونتانیه کشف و در نشریه هفتگی ساینس اعلام رسمی شد.
- ۱۹۸۹ - دولت چین برای مقابله با معترضان، حکومت نظامی اعلام کرد که منجر به حادثه میدان تیان‌آن‌مین شد.
- ۱۹۹۰ - با سقوط رژیم کومونیستی نیکلای چائوشسکو، نخستین انتخابات ریاست‌جمهوری و پارلمانی در رومانی برگزار شد.
- ۲۰۰۲ - استقلال تیمور شرقی به رسمیت شناخته شد.
- ۲۰۱۲ - در اثر زلزله‌ای به بزرگی ۶٫۰ ریشتر در شمال ایتالیا، ۲۷ تن کشته، ۵۰ تن زخمی و بیش از ۴۵ هزار نفر بی‌خانمان شدند.
- ۲۰۱۴ - انفجار دو خودروی بمبگذاری‌شده در شهر جوس نیجریه بیش از ۱۱۸ کشته و ۵۶ زخمی برجای گذاشت.

## زادروزها
- ۱۷۹۹ - انوره دو بالزاک، نویسنده فرانسوی
- ۱۸۸۶ - خلیل طوطح، دانشمند آموزشی، آموزگار و نویسندهٔ فلسطینی.[۱]
- ۱۹۲۱ - ولفگانگ بورشرت، نمایشنامه‌نویس و نویسنده آلمان
- ۱۹۵۵ - زبیگنف پرایزنر، آهنگ‌ساز لهستانی
- ۱۹۵۷ - یوشیهیکو نودا، سیاست‌مدار ژاپنی
- ۱۹۶۷ - گابریل موچینو، کارگردان، و فیلم‌نامه‌نویس اهل ایتالیا
- ۱۹۷۷ - آنجلا گوتالس، هنرپیشه اهل ایالات متحده
- ۱۹۷۷ - لیو فرانکو، بازیکن فوتبال اهل آرژانتین
- ۱۹۸۱ - ایکر کاسیاس، بازیکن فوتبال اسپانیایی
- ۱۹۸۷ - مایک هاونار، بازیکن فوتبال اهل ژاپن
- ۱۹۸۷ - کریستوفر فن وارنبرگ، هنرپیشه اهل ایالات متحده

## درگذشت‌ها
- ۱۵۰۶ - کریستف کلمب، دریانورد و کاشف اسپانیایی
- ۱۹۴۷ - فیلیپ لنارت، فیزیکدان مجارستانی
- 2024-سید ابراهیم رئیسی، سیزدهمین رئیس‌جمهور ایران
- 2024- حسین امیرعبداللهیان، شصت و ششمین وزیر امور خارجه ایران
- 2024-سید محمدعلی آل هاشم، امام جمعه تبریز
- 2024-مالک رحمتی، شانزدهمین استاندار تبریز